# Vázsonyi Bálint
Vázsonyi Bálint (Budapest, 1936. március 7. – Washington, 2003. január 17.) magyar származású amerikai zongoraművész és politikai újságíró. Történelmet írt azzal, hogy New Yorkban, Bostonban és Londonban két nap alatt eljátszotta Beethoven mind a 32 zongoraszonátáját időrendi sorrendben. Élete utolsó hat évében politikai kommentátorként tevékenykedett.

## Életpályája

### Oktatás
1945–1956 között a Liszt Ferenc Zeneművészeti Főiskola hallgatója volt. Budapesten 12 évesen (1948) debütált Bach f-moll zongoraversenyével.
1956. december 15-én gyalog menekült el Budapestről Ausztriába, ahol Doráti Antal irányítása alatt a Philharmonia Hungarica menekült zongoristája lett. 1957–1958-ben a bécsi Zeneakadémián tanult Richard Hausernél. 1958 januárjában a bécsi Musikverein-ban debütált nyugaton, a Volkmar Andreae által vezényelt Orchestre de la Suisse romande kíséretében.
1960-ban ösztöndíjat kapott, hogy Dohnányi Ernőnél tanulhasson a University of Florida School of Music-on. Az Egyesült Államokba költözött, és elvégezte a mesterképzést. Dohnányi egyik utolsó tanítványa volt, így ő az egyik utolsó láncszem egy Liszt Ferencig visszanyúló hagyományban. Az egyetemen ismerkedett meg egy másik Dohnányi-tanítványával, Barbara Whittingtonnal, akit 1960. február 26-án feleségül vett.

### Korai pályafutása
1960–1962 között Zürichben, majd a németországi Wiesbadenben élt, koncertezett és lemezfelvételeket készített.
1962–1964 között a vadonatúj Interlochen Center for the Arts (Michigan) rezidens zongoristája volt, ahol fia, Nicolas Vazsonyi is született (1963). 1964-ben Ann Arborban honosították amerikai állampolgárrá, és ugyanebben az évben megkapta a Liberty Bell Awardot.
1964–1978 között családjával Londonba költözött, ahol 1964–1965 között bekövetkezett magánórákat vett Myra Hess zongoraművésznőnél. Koncertezett Angliában, Európában, Amerikában és Dél-Afrikában, lemezfelvételeket készített és mesterkurzusokat vezetett a Harvard Egyetemen, a Yale-en, a Dartmouthon, a New England Conservatoire-on, a Katolikus Egyetemen, a Peabody Egyetemen és a Washingtoni Egyetemen.

### Professzor
1978–1984 között a bloomingtoni Indiana University School of Music vendégprofesszora volt, ahol magán zongorastúdiója mellett az összes zongorairodalmi doktori szemináriumot vezette.

### Dohnányi monográfiája
1982-ben, miközben továbbra is az Indiana Universityn tanított, a Budapesti Egyetemen történelemből doktorált, részben a Dohnányi Ernőről írt monográfiája alapján, amelynek nyomán mentorát, Dohnányi Ernőt 2002-ben a budapesti Liszt Ferenc Zeneművészeti Egyetem felmentette a második világháború utáni náci szimpátia hamis vádja alól.

### Telemusic
1983–1992 között megalapította és vezette a Telemusic Inc. céget, amely Nicolas Vazsonyi videoművésszel és rendezővel négy DVD-n megjelent tévéfilmet írt és gyártott Mozart (forgatókönyvét Nicolas Vazsonyi írta), Beethoven (európai részének rendezője Cash Baxter), Schubert és Brahms életéről (lásd alább). Anthony Quayle brit színésszel, jelmezek, videó és zene segítségével vezette el a nézőket Európa városaiba, hogy megismerjék e zeneszerzők életét és lelkét.

### Polgármester
1991-ben, amikor Bloomington polgármestere száz nap után lemondott, az első öbölháborúról a bloomingtoni The Herald-Times-ban megjelent több cikke alapján felvették őt a helyére. Bár ellenfele megnyerte az újraválasztást, azt mondta, az élmény megtanította neki, hogyan működik Amerika a való világban.

### Dékáni hivatal
1993-ban a miami New World School of the Arts zenei dékánja lett. 1995-ben a virginiai McLeanben működő Potomac Alapítvány vezető munkatársává nevezték ki, és megírta első politikai értekezését A harc Amerika lelkéért címmel. 1993–1995 között Amerika tiszteletbeli kulturális tanácsadója volt Magyarországon, valamint az Amerikai Chopin Alapítvány és a washingtoni Bach Consort Kórus és Zenekar igazgatótanácsának tagja.

### Politikai filozófia
1995–2003 között Washingtonba költözött, és a Potomac Alapítvány McLean-i agytrösztjének vezető munkatársa volt Virginiában. Megalapította és vezette az Amerika Alapításával foglalkozó központot.

### Az utolsó évek
Az évek során számos kulturális és politikai témában publikált és tartott előadásokat, megjelent a The Wall Street Journal és a National Review hasábjain, hetente kétszer írt a The Washington Times hasábjain, és hetente írt a Scripps Howard országos lapnak. Az amerikai alapító elvek nemzeti vitákban való alkalmazására vonatkozó javaslatait a Congressional Record, az Imprimis, a Heritage Foundation és a Representative American Speeches című folyóiratokban nyomtatták ki.
America's 30 Years War: Who is Winning? című könyve, amely Amerika felforgató kulturális és társadalmi elképzeléseinek külföldi forrását határozza meg, 1998-ban jelent meg a Regnery kiadónál. Gyakori vendége volt az országos rádiók műsorainak, és olyan televíziós műsorokban szerepelt, mint a Today (NBC), Booknotes on C-SPAN, Brian Lamb, Washington Journal, MSNBC, és Insight with Robert Novak.
2000-ben az Egyesült Államok fővárosait járta be Re-elect America! turnéja keretében, melynek során 23 államban fordult meg. A körútról készült egyórás televíziós dokumentumfilmet a washingtoni PBS-állomás, a WETA-TV sugározta.
2003. január 17-én hunyt el.
A Washington Times nekrológja szerint 1976-ban New Yorkban egyetlen hétvége alatt eljátszotta Beethoven mind a 32 zongoraszonátáját, a komponálás sorrendjében, majd nem sokkal később Bostonban és Londonban is előadta őket.

## Díjai, elismerései
- A Magyar Érdemrend tisztikeresztje (1999)[5]

## Fordítás
- Ez a szócikk részben vagy egészben  a   Bálint Vázsonyi című francia Wikipédia-szócikk ezen változatának fordításán alapul.  Az eredeti cikk szerkesztőit annak laptörténete sorolja fel. Ez a jelzés csupán a megfogalmazás eredetét és a szerzői jogokat jelzi, nem szolgál a cikkben szereplő információk forrásmegjelöléseként.